# Zentralverband der Hotel-, Restaurant- und Caféangestellten
Der Zentralverband der Hotel-, Restaurant- und Caféangestellten (ZVHRC) war eine freie Gewerkschaft der Weimarer Republik.

## Geschichte
Der Zentralverband ging 1920 aus dem Verband deutscher Gastwirtsgehilfen, dem Bund der Hotel-, Restaurant- und Cafeangestellten sowie dem Verband der Köche hervor. Erster Vorsitzender wurde Rudolf Ströhlinger. International organisiert war die Gewerkschaft in der Internationale Union der Hotel-, Restaurant- und Café-Angestellten (IUHRC).
Nachdem Ströhlinger 1930 aus dem Amt ausgeschieden war, wurde Fritz Saar erster Vorsitzender, der die Gewerkschaft bis zur Auflösung durch die Nationalsozialisten weiterführte. Nach dem Verbot agierte die Gewerkschaft, insbesondere in Frankfurt, weiter im Untergrund. Über den IUHRC wurde die Gastwirtsgehilfen-Zeitung weiter aufgelegt und an 100 Personen aus den Gewerkschaftskreisen im Reichsgebiet postalisch verschickt. Der Postweg war allerdings keine gute Wahl des Widerstands und wurde bereits 1936 von der Gestapo stillgelegt, die in den Besitz der kompletten Bezieherliste kamen. So scheiterte auch der Aufbau eines konspirativen Netzwerks. Dennoch waren einzelne Gewerkschafter noch bis 1938 im Widerstand aktiv.

## Vorsitzende
- 1920–1930 Rudolf Ströhlinger
- 1930–1933 Fritz Saar